# أم رماد
قرية أم رماد هي إحدى القرى التابعة لمركز الزقازيق في محافظة الشرقية في جمهورية مصر العربية. حسب إحصاءات سنة 2006، بلغ إجمالي السكان في أم رماد 8001 نسمة، منهم 4147 رجل و3854 امرأة.

## التاريخ
قرية أم رماد من القرى القديمة، حيث وردت باسم «أم رماد» من أعمال الشرقية في كتاب «التحفة السنية في أسماء البلاد المصرية» لابن الجيعان الذي حصر القرى المصرية بعد الروك الناصري الذي أجراه السلطان المملوكي الناصر محمد بن قلاوون سنة 715هـ/1315م، وقال ابن الجيعان أنها من توابع الطيبة. وفي العصر العثماني وردت باسم «أم رماد» في التربيع العثماني الذي أجراه الوالي العثماني سليمان باشا الخادم في عصر السلطان العثماني سليمان القانوني ضمن قرى ولاية الشرقية، وفي تاريخ 1228هـ/1813م الذي عدّ قرى مصر بعد المسح الذي قام به محمد علي باشا باسم «أم رماد» ضمن قرى مديرية الشرقية.